# H!T Music Channel
Hit Music Channel (stilizat ca H!T music channel) este un canal de televiziune muzical românesc, deținut de Digi (RCS & RDS). Este dedicat difuzării de videoclipuri muzicale din ultimele șase decenii, cu un accent special pe muzica anilor ’80 și ’90. 
Canalul a fost lansat inițial pe 8 februarie 2010 în Ungaria, iar versiunea românească a fost introdusă pe 18 ianuarie 2012, după ce a obținut licența audiovizuală de la CNA în anul 2011. Digi operează și alte canale muzicale, precum UTV și Music Channel.
Hit Music Channel și Music Channel au fost lansate inițial în parteneriat, cu un acționariat împărțit 50%-50% între Giovanni Francesco și compania Integrasoft SRL (controlată de RCS & RDS). Ulterior, Digi a preluat controlul asupra ambelor canale.
Versiunea maghiară a canalului, precum și celalalte versiuni locale ale canalelor Digi, au fost închise la 1 septembrie 2022, după ce Digi a vândut subsidiara din Ungaria.